# Canyon City
Canyon City es la sede del condado de Grant en el estado estadounidense de Oregón. En el año 2000 tenía una población de 669 habitantes y una densidad poblacional de 158.8 personas por km².

## Geografía
Canyon City se encuentra ubicada en las coordenadas 44°23′27″N 118°56′56″O / 44.39083, -118.94889.

## Demografía
Según la Oficina del Censo en 2000 los ingresos medios por hogar en la localidad eran de $29,940, y los ingresos medios por familia eran $41,458. Los hombres tenían unos ingresos medios de $31,167 frente a los $23,438 para las mujeres. La renta per cápita para la localidad era de $14,404. Alrededor del 5.7% de la población estaban por debajo del umbral de pobreza.